# SŽD-Baureihe ТЭ2
Die SŽD-Baureihe ТЭ2 (transkribiert TE2) war eine Diesellokomotive für den Güterverkehr der SŽD, die als achtachsige Doppellokomotive ausgeführt war. Die Bezeichnung ТЭ2 steht für Тепловоз (Diesellok) mit Электрическая передача (elektrischer Kraftübertragung), 2. Baureihe. Sie trug die Spitznamen Бычок (Stier), Люська (Ljuska), Монголка (Mongole), Фердинанд (Ferdinand). Die beiden Dieselmotoren hatten eine Leistung von je 1000 PS. Die Lokomotive wurde zwischen 1948 und 1955 durch die in der heutigen Ukraine gelegene Eisenbahnfabrik Charkow mit Zulieferungen vom Elektromotorenwerk Charkow gebaut. Viele Ausrüstungsteile waren gleich zur einteiligen Reihe ТЭ1. Die ТЭ2 ist die erste in Großserie gefertigte Diesellokomotive der Sowjetunion – es wurden mehr als tausend Sektionen hergestellt, und sie war zudem die erste in der Sowjetunion gebaute Doppellokomotive.

## Geschichte
Die ТЭ2 wurde auf der Basis der ТЭ1 entwickelt, aber der Entwurf geht auf die späten 1930er Jahre zurück. Russland war früh am Einsatz von Diesellokomotiven interessiert, im Besonderen um den Dampfbetrieb in den wasserarmen Regionen aus dem Weg zu gehen.
1938 stellten die Ingenieure P. V. Jacobson und M. M. Koslowski einen Entwurf einer sechsachsigen Diesellokomotive mit der Achsfolge Co’Co’ und einer installierten Leistung von 1600 PS vor. Auf der Basis dieses Entwurfs wurde weiter an Detailfragen gearbeitet, wie zum Beispiel die Wahl der Dieselmotorbauart, die Befestigung des Dieselmotors im Lokrahmen und an der Anordnung der Ausrüstung im Maschinenraum.
Die neue Lokomotive sollte in der Lage sein, die mit Kondenstender ausgerüsteten Dampflokomotiven der Baureihe СОк zu ersetzen, und dabei die Geschwindigkeit und das Zugsgewicht zu steigern, was eine installierte Leistung von mindestens 2000 PS erforderlich machte – eine Leistung, die von den damaligen Dieselmotoren, die für den Lokomotivbau geeignet waren, noch nicht erreicht wurde. Die Neuentwicklung eines geeigneten Motors wurde nicht in Betracht gezogen, da diese den Projektplan empfindlich verzögert hätte. Es wurde deshalb entschieden eine Lokomotive mit mehreren Dieselmotoren zu bauen, wobei der bereits im Werk Kolomna in Serienfertigung hergestellte 600-PS-Motor 38KF8 oder die Version 38KFN8 mit der auf 1000 PS gesteigerten Leistung in Frage kamen.
Aus obigen Überlegungen entstanden zwei Entwürfe. Der erste Entwurf mit dem Namen T16 schlug eine einrahmige achtachsige Lokomotive mit der Achsfolge (1Co)(Co1) oder (1’Co)(Co1’) vor. Beide Untervarianten hätten ein Laufwerk mit zwei vierachsigen Drehgestellen gehabt, die am Ende entweder eine starr gelagerte oder radial einstellbare Laufachse gehabt hätten. Der zweite Entwurf mit dem Namen T17 schlug eine Doppellokomotive mit zweiachsigen Drehgestellen vor, wobei die Endachsen ohne Antrieb ausgeführt worden wären, so dass die Achsfolge (1A)Bo’+ Bo’(A1) entstanden wäre. Beide Entwürfe wurden gründlich untersucht. Der Entwurf T16 stellte sich gegenüber dem Entwurf T17 als komplizierter heraus und ließ Schwierigkeiten im späteren Betrieb der Lokomotive vermuten, weshalb er nicht weiter verfolgt wurde.
Im Entwurf T17 war in jeder Sektion ein mit Vorkammereinspritzung und Turbolader ausgerüsteter Dieselmotor 38KFN8 vorgesehen, der 300 mm Zylinderbohrung und 380 mm Kolbenhub aufweisen sollte. Es war eine Gleichstromkraftübertragung vorgesehen, wie sie bereits bei anderen Diesellokomotiven wie zum Beispiel der Baureihe ЭЗЛ verwendet wurde. Sie sollte aus einem Gleichstromgenerator, der Erregermaschine und den drei Fahrmotoren bestehen. Zwischen dem Dieselmotor und dem Generator war eine elastische Kupplung vorgesehen. Das Projekt wäre einfach umzusetzen gewesen und hätte auch den Bau einer dreiteiligen 3000-PS-Lokomotive erlaubt, wurde aber wegen des Ausbruchs des Zweiten Weltkrieges nicht mehr weiter verfolgt.
Im Dezember 1948 wurde in der Eisenbahnfabrik Charkow die erste ТЭ2 gebaut. Ab Juli 1950 wurden keine ТЭ1 mehr produziert und die gesamte Produktion auf ТЭ2 umgestellt. Die letzte ТЭ2 wurde 1955 gebaut, was eine Serie von 528 Lokomotiven ergab.
Im Jahr 1956 wurde ein Teil der  Lokomotiven an die Mongolische Eisenbahn abgegeben. In der Sowjetunion wurden die meisten ТЭ2 zwischen 1978 und 1987 ausgemustert.
Museal erhalten blieben die Lokomotiven ТЭ2-414 in Russland und ТЭ2-418 in der Mongolei. Letztere ist betriebsfähig und wird vom Depot Ulaanbaatar bei besonderen Gelegenheiten eingesetzt.
In Russland ist zudem die ТЭ2-071 des Depots Ussurijsk erhalten geblieben, die noch für Rangierarbeiten eingesetzt wird. Weiter ist eine Sektion der ТЭ2-506 in Sima im Einsatz. In der Ukraine ist die ТЭ2-226 beim Getreideheber Ternopil im Einsatz.

## Technische Merkmale
Jede der beiden Sektion wurde von zwei zweiachsigen Drehgestellen getragen und verfügte über einen Dieselmotor D50, der den Hauptgenerator МPТ-84/39 antrieb. Der Sechszylinder-Reihenmotor war eine Kopie des von der amerikanischen Alco hergestellten 539T.
Die Lokomotive hatte gegenüber der ТЭ1 die doppelte Leistung, war aber 74 Tonnen leichter und 9,9 Meter kürzer als zwei gekuppelten ТЭ1. Gegenüber der ТЭ1 unterschied sich die Lok durch den geschlossenen Kasten, die neu entwickelten Drehgestelle, die verbesserten Hochspannungskreise, bei denen die Fahrmotoren stets in Zweiergruppen in Serie geschaltet sind, die verbesserte Steuerung der Hilfsbetriebe, sowie den kleineren, aber leistungsfähigeren Kühler. Die ТЭ2 konnte eine Zugkraft von 215 kN bei einer Geschwindigkeit von 17 km/h entwickeln.

## Einsatz
Die meisten ТЭ2 wurde am Anfang in Zentralasien eingesetzt. Später kamen sie auf anderen Strecken zum Einsatz, so zum Beispiel auf der Strecke der Wolga-Eisenbahn. Die Lokomotiven waren anfänglich dem Depot Werchni Baskuntschak zugeteilt, wurden dort aber von den Leistungsfähigeren ТЭ3 abgelöst.
Die Lokomotiven wurden auf folgenden Strecken eingesetzt:
- Westsibirischen Eisenbahn
- Fernost-Eisenbahn
- Donez Eisenbahn
- Trans-Baikal-Eisenbahn
- Transkaukasische Eisenbahn
- Westsibirische Eisenbahn
- Lemberger Eisenbahn
- Kleiner Moskauer Eisenbahnring
- Oktober-Eisenbahn
- Tomsk-Bahn
- Nordkaukasus-Eisenbahn

## Bauartgleiche Fahrzeuge

### Mobiles Dieselkraftwerk ТЭ6
1952 bis 1955 baute die Eisenbahnfabrik Charkow im Auftrag des Verteidigungsministeriums der Sowjetunion 16 mobile Dieselkraftwerke ТЭ6, die auf der ТЭ2 basierten. Sie dienten militärischen Zwecken und waren deshalb mit Schutzmaßnahmen gegen die Auswirkungen einer Kernwaffenexplosion versehen. Eine ТЭ6 bestand aus einer einzigen ТЭ2-Sektion, bei welcher der Übergang und die Kabel zum Kuppeln einer zweiten Sektion fehlten. An Stelle des Gleichstromgenerators war ein Wechselstromgenerator eingebaut wie er bei den 18 Lokomotiven der Baureihe Ээл verwendet wurde, die zwischen 1937 und 1941 für denselben Zweck geliefert wurden.
Um Beschädigungen durch einen von einer Kernwaffenexplosion erzeugten Elektromagnetischer Puls zu vermeiden, war der Lokkasten der ТЭ6 mit einem großflächigen Potentialausgleich für die elektrische Ausrüstung ausgekleidet. Die Lokkasten war gegenüber der Außenluft abgedichtet, die Kühlluft für den Maschinenraum und die Verbrennungsluft für den Dieselmotor strömten durch zwei runde Ölnetzfilter, welche in getrennten Ölbädern rotierten. Um das Eindringen von radioaktivem Staub zu vermeiden, wurde mit einem elektrisch angetriebenen Hochleistungslüfter ein Überdruck im Maschinenraum erzeugt.

### Kohlevergaser-Lok ТЭ6
1952 baute die Eisenbahnfabrik Charkow die Versuchslokomotive ТЭ6, die mit Kohlevergaser ausgerüstet war. Die Lokomotive bestand aus den beiden Sektionen einer TЭ2, zwischen denen eine dritte antriebs- und führerstandslose Sektion eingefügt wurde. Diese enthielt den Kohlevergaser, welcher durch das Dach mit Brennstoff beschickt werden konnte, ähnlich den Gasgeneratoren, welche für die Baureihe ТЭ1Г, der Kohlevergaser-Version der Baureihe ТЭ1Г verwendet wurden. Jede Endsektion erhielt anstelle des Д50-Dieselmotoren der Serieloks den daraus abgeleiteten Gasmotor Д55 eingebaut. Nach der Erprobung im Werk und auf dem Testring Schtscherbinka war die ТЭ6 kurzzeitig beim Depot Werchni Baskuntschak und bei einem Depot in der Nähe von Baku im Einsatz. 1960 wurde die Mittelsektion entfernt und die beiden Endsektionen zu einer ТЭ2 zurückgebaut.

### ČSD-Baureihe T 469.0
Für die Bewältigung des hohen Transportbedarfes auf der breitspurigen Grenzstrecke in die damalige Sowjetunion, heute Ukraine kam es im Jahr 1962 zuerst zur Anmietung, später zum Ankauf von 12 Lokomotiven durch die Tschechoslowakischen Staatsbahnen (ČSD). Sie wurden dort als Reihe T 469.0 geführt. Über den Verbleib der Lokomotiven sind aus der Literatur keine Angaben zu entnehmen. Vermutlich sind sie aber spätestens um 1966 durch die ČSD-Baureihe T 679.1 ersetzt worden.